# Roches (Nuova Aquitania)
Roches è un comune francese di 394 abitanti situato nel dipartimento della Creuse nella regione della Nuova Aquitania.

## Società

### Evoluzione demografica
Abitanti censiti